# Jean Vinois
Jean Charles Léon Fernand Vinois, né le 18 juillet 1896 à Ellezelles (Belgique) et y décédé le 28 mai 1965, est un industriel et un homme politique libéral (Parti libéral, non-confessionnel de centre-droite, devenu en 1961 le Parti de la Liberté et du Progrès).

## Biographie
Fils de l'industriel textile et mandataire communal Félix Jean Vinois-Moreau, Jean Charles Vinois fut d'abord militaire, volontaire de guerre 1914-18, engagé à l'âge de 18 ans - alors qu'il était étudiant à Londres - le 9 novembre 1914 au 7e Régiment de Ligne, nommé sergent le 21 janvier 1917 au 17e Régiment de Ligne. Six chevrons de front. Un chevron de blessure (blessé le 2 octobre 1918 à Sint-Pieters-Kapelle, entre Dixmude et Middelkerke, hospitalisé à Gravelines, dans le Nord de la France, il rejoint le front de l'Yser le 12 octobre 1918). Croix de Guerre avec Palmes. Croix de Feu.
Il fut ensuite industriel textile (Tissage de laine Vinois-Moreau à Ellezelles). Il créa plusieurs centaines d'emplois durant près d'un demi-siècle.
Il eut trois fils, tous trois travaillant dans l'industrie textile familiale : Jean Jacques (1924-1979), Guy (1928-2008) et Charles André (1931-1961).
Il fut bourgmestre d'Ellezelles de 1946 à sa mort en 1965, sénateur provincial de la province de Hainaut (1950-54) et sénateur élu direct de l'arrondissement de Tournai-Ath (1954-58).
Il fut un précurseur du libéralisme social.
À la fin de sa vie, il affecta sa fortune personnelle au maintien de l'emploi local.
Il décéda inopinément le 28 mai 1965, cinq jours après les élections nationales du 23 mai 1965 auxquelles il avait participé avec brio. Il fut inhumé religieusement à Ellezelles le 2 juin 1965 à proximité du mémorial ellezellois 14-18 et 40-45.
Chevalier des ordres nationaux de Léopold, de la Couronne (avec glaives) et de Léopold II (avec glaives).
La croix d'officier de l'ordre de Léopold II avec Glaives lui a été décernée à titre posthume par arrêté royal du 7 avril 1967.
La SA Vinois-Moreau cessa toute production une dizaine d'années après son décès.
Son fils Guy fut conseiller communal de 1970 à 2000 et bourgmestre d'Ellezelles de 1980 à 1994.

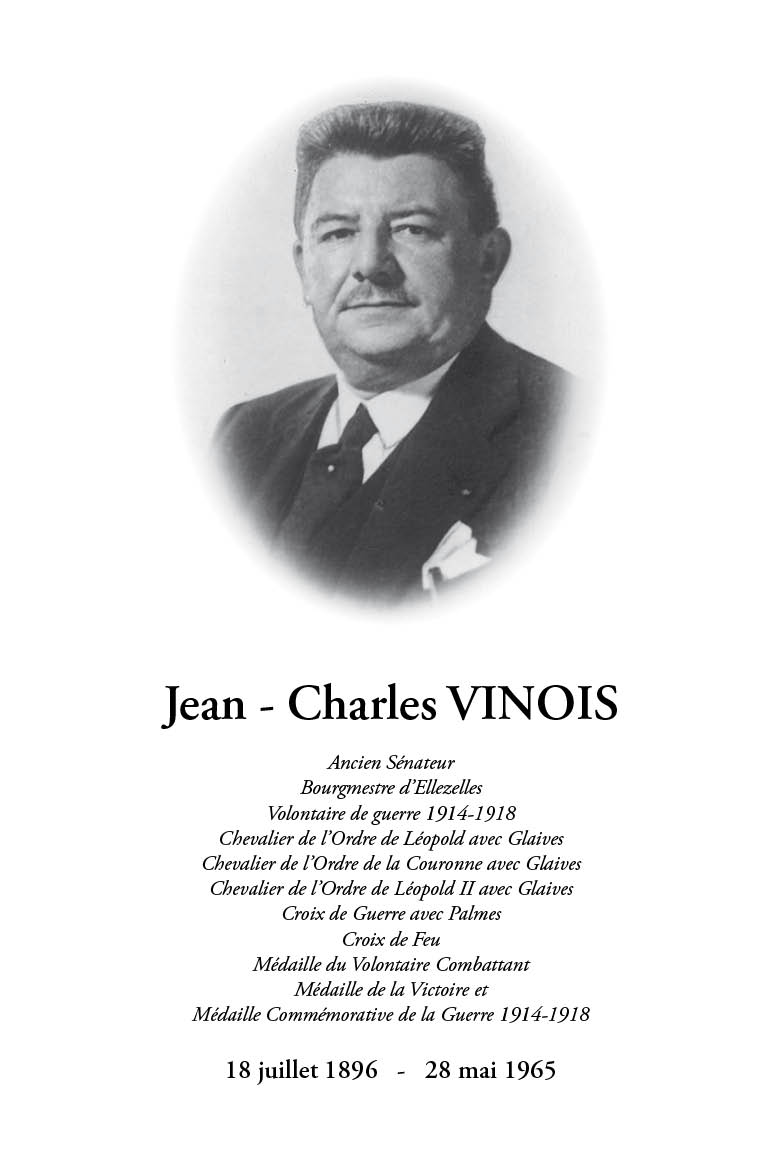
Jean Vinois
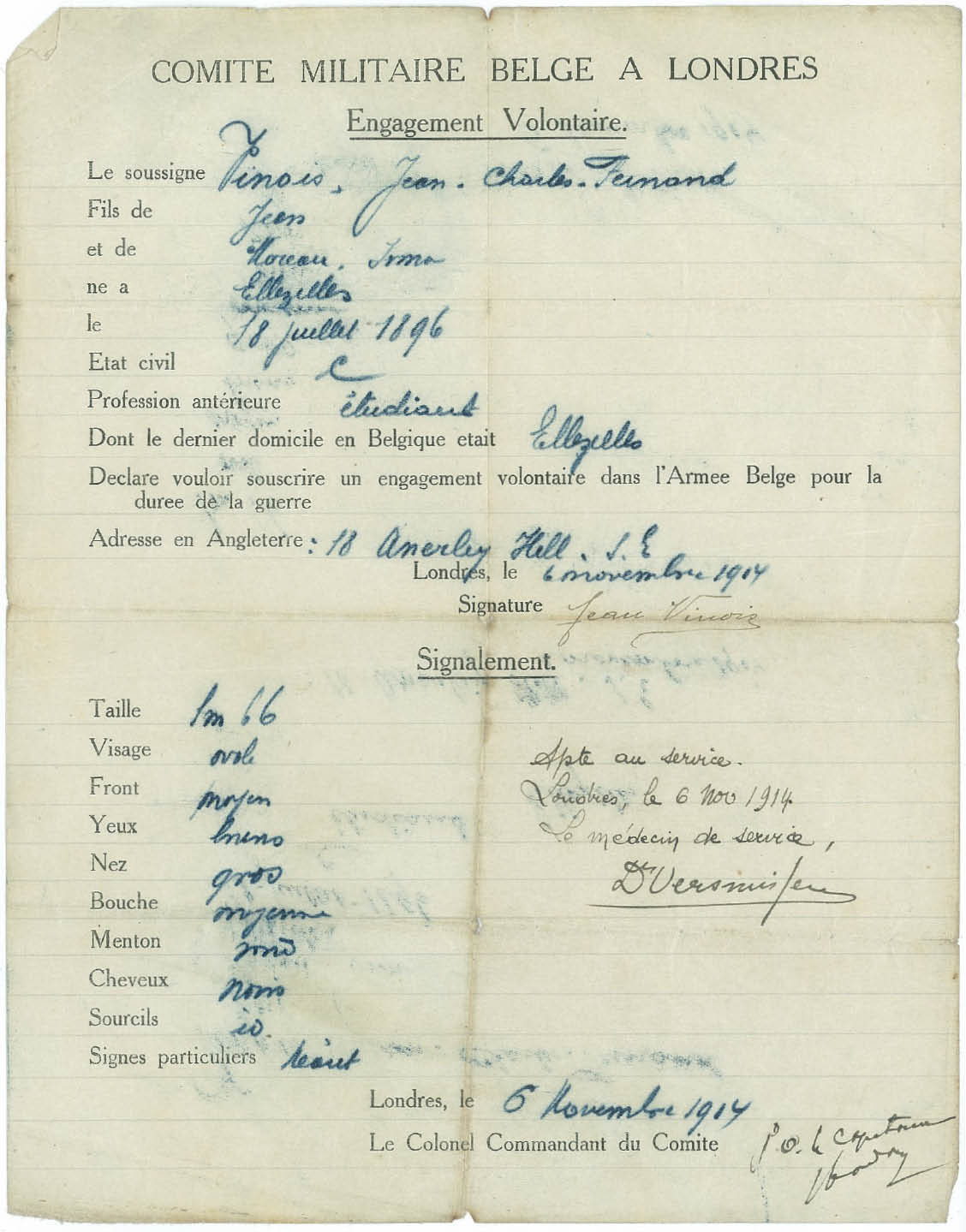
Contrat d'engagement
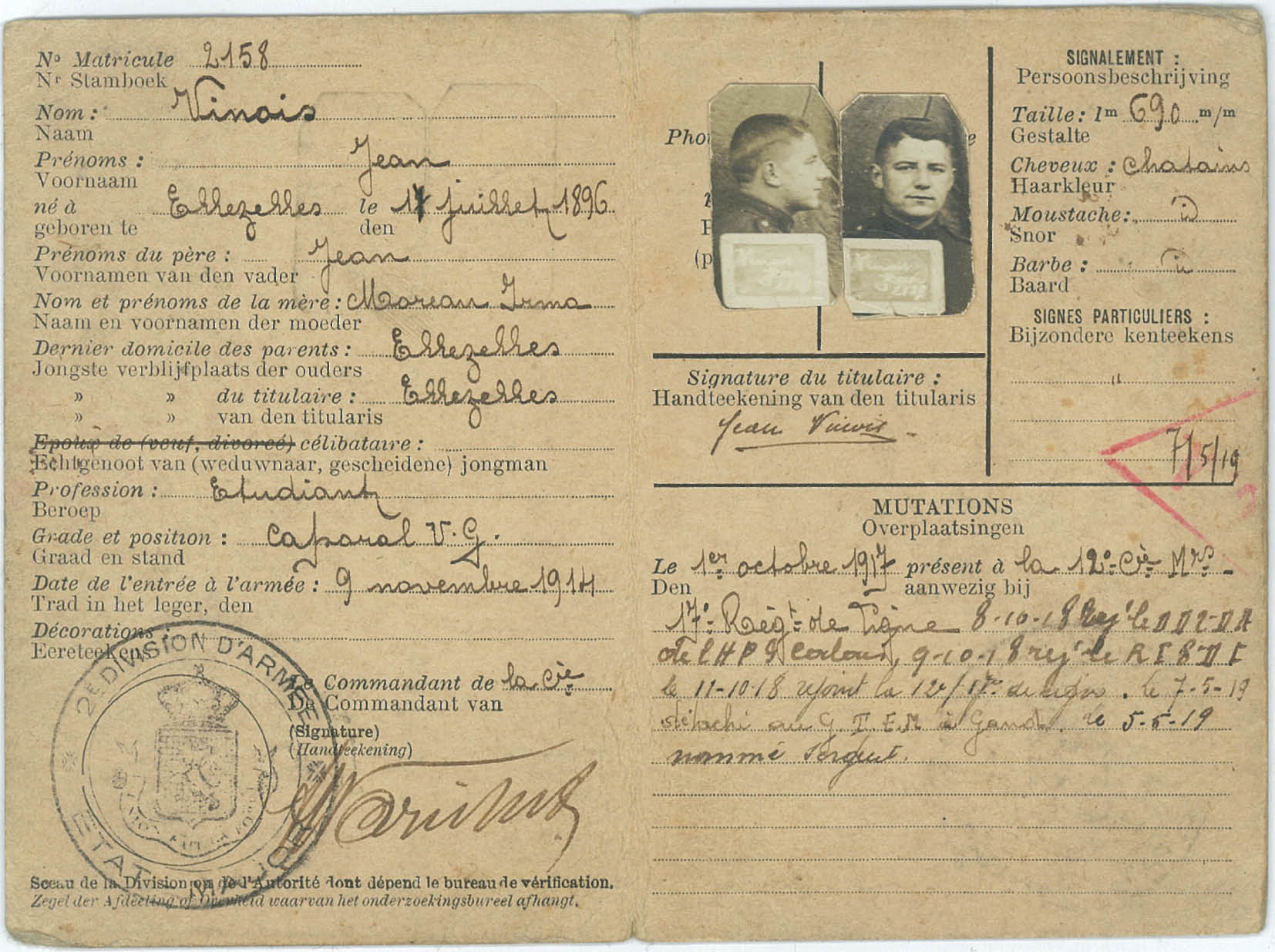
États de service de J. Vinois
- Ets Jean Vinois-Moreau & Fils S.A. in « Cent premières entreprises belges »

## Distinctions
- Officier de l'ordre de Léopold II

## Sources
- Blauw Archief